# WU-14高超音速飞行器

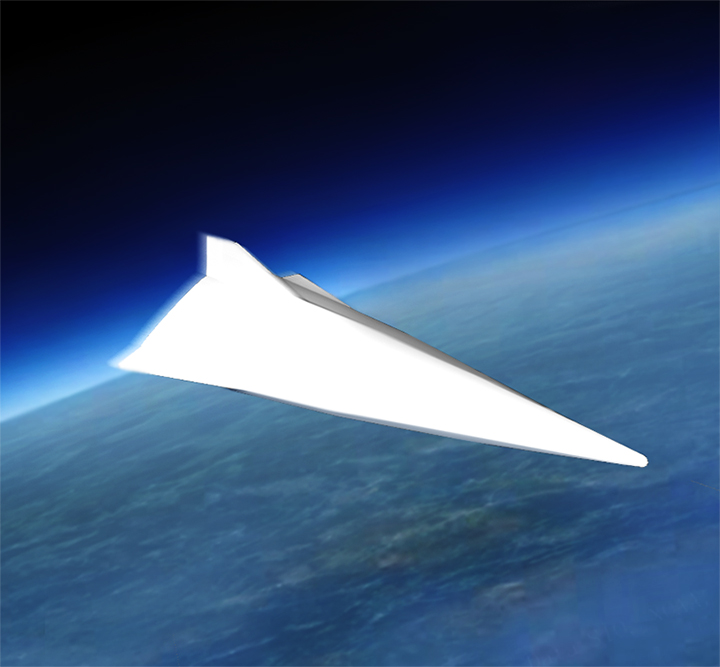
央視曝光的WU-14模擬圖像

WU-14高超音速飞行器，是中国于2014年1月9日首次测试的一种高超音速武器，该代号由美国国防部所命名。中国测试这种HGV（hypersonic glide vehicle）武器的消息是2014年1月14日由美国《华盛顿自由灯塔》網站首先向外界披露的。 
2014年1月15日，中国国防部证实了这一消息。目前戰略界認知該武器已經實戰化，曝光的DF-ZF型東風飛彈就是裝備高超音速彈頭的型號。
一般弹道导弹在重返大气层前会释出弹头其速度自然就會達成高超音速，可是弹头一般都规律的抛物线弹道飞行，容易被反弹道导弹計算拦截，只能夠以速度取勝。而高超音速滑翔载具拥有与普通弹道导弹弹头完全不一样的飞行轨迹，可以在弹头重返大气层后利用其高升阻比的外型，地面人员可以操纵HGV内建的小型助推火箭引擎来修正方向（比如可以拉起），在高空层进行高超音速相对平直的滑翔，将原来以“弹道导弹”飞行的模式，转换成“巡航导弹”飞行的模式，继续进行相当长距离的飞行，并且可以进行空中机动。因此，它被发现要晚于弹道导弹弹头且運行路線不規律；对它做出反应或未击中而再次向它射击的时间较短，从而可以规避反弹道导弹系統的拦截。

## 美方觀點
自由灯塔報導，这一成功测试使中国成为继俄罗斯和美国之后第三个拥有高超音速飞行器技术的国家。这种高超音速飞行器（能够携带核弹头）可能被安装在一种由洲际导弹改造的运载火箭中，从地面发射后，与火箭助推器分离，然后再入大气层进行无动力高速飞行，据称，其速度高达马赫数10（也就是音速的10倍，12,359公里/小时）。
目前達到極音速的飛行方法有三種，三種都是無人飛行器，因為攜帶支援人類生存的駕駛艙太大太重超過目前科技；人體也無法承受其飛行過程。
- 彈道飛彈的彈頭飛具，經設計後能在最後重返下落階段達到極音速。
- 使用超音速燃燒衝壓發動機的無人飛行器。
- 航行在太空的無人太空梭，除在軌時相對地面運動速度可視為極音速，重返下落階段也有可能。

美中俄對於這三種方案目前都有研究，第二種超燃機方案難度最大，目前美國X-51實驗機也失敗率偏高，所以WU-14應該就是第一方案的產物。目前三國對於彈頭飛具都已經有成熟突破，至於有一種猜測是第一和第二案的融合體，一種飛彈發射出去的超燃機彈頭於下落階段啟動超燃，由於技術超過目前科技難度太多應該較不可能，中国试验的目的是测试能否用这一武器穿透美国的导弹防御网。理论上高超音速滑翔载具比常规弹道导弹更容易避开弹道导弹防御系统，這種機動性可以達到躲避目前所有反彈道導彈的超越性突破。
中国的WU-14高超音速飞行器可以用各种弹道导弹发射，如东风-ZF就是带有HGV的东风-21，或是未知的洲际弹道导弹，前者可以将其射程从2,000公里延展到3,000公里，后者可以从8,000公里延展到12,000公里。分析人士认为，中国也可能先将WU-14高超音速飞行器用于战术目的，比如配置在东风-21D反舰导弹上面，对付可移动的航空母舰。远期目标是对付美国的导弹防御网。美国的标准-3反弹道导弹（RIM-161导弹）很可能根本无法拦截中国这一武器，这可能迫使美国加快研制定向能武器（directed-energy weapon）的进度。 

## 中方回應
中國國防部發言人從未認可美方給予的WU-14編號，只表明確實有相關飛具測試，但沒有任何資料公開。
2015年抗战胜利70周年阅兵上公開东风-21D和東風-26正式公布已經量產裝備，之後2015年10月份上海電視台紀實頻道的軍事節目專題報導以半官方說法披露多項國產高超音速研究，節目中軍事專家以個人發言表明所謂WU-14就是反艦彈道導彈的彈頭戰鬥部，其下墜階段彈道可變達成了一石兩鳥的作用，即除了能讓電腦無法解算其軌跡而無法攔截，同時也能跟隨移動目標，從而使得攻擊航母成為可能；人類史上第一種實用化的反艦彈道導彈於焉誕生。然而其在高溫高速的高超音速下落中如何探測船艦位置，則是最高的國防機密，也是世界各國猜測的謎團。
2019年，解放军于2019年中华人民共和国70周年国庆阅兵式上首次向公众展示东风-17高超音速弹道导弹,外界普遍认为其搭载的战术弹头很可能是早前曝光的WU-14高超音速飞行器。

## 美國認知的試射
| 日期           | 結果 | 內容 |
| -------------- | ---- | --- |
| 2014年1月9日   | 成功 | [ 9 ] |
| 2014年8月7日   | 成功 | [ 10 ] |
| 2014年12月2日  | 成功 | [ 11 ] |
| 2015年6月7日   | 成功 | 报道称，此次试验首次测试其“高超机动”（extreme maneuvers）能力，并称此次试验为第四次成功试验（the fourth successful test），意味着此前四次全部成功。 |
| 2015年8月17日  | 成功 | [ 12 ] |
| 2015年11月23日 | 成功 | [ 13 ] |
| 2016年4月22日  | 成功 | 报道称，前一次试验为第六次成功试验（the sixth successful test），意味着此前六次全部成功。                                                           |